# Łętownia-Gościniec
Łętownia-Gościniec est une localité polonaise de la gmina de Nowa Sarzyna, située dans le powiat de Leżajsk en voïvodie des Basses-Carpates.